# Andra helikopterskvadronen

Arméflygskolans vapen 1981-1985.

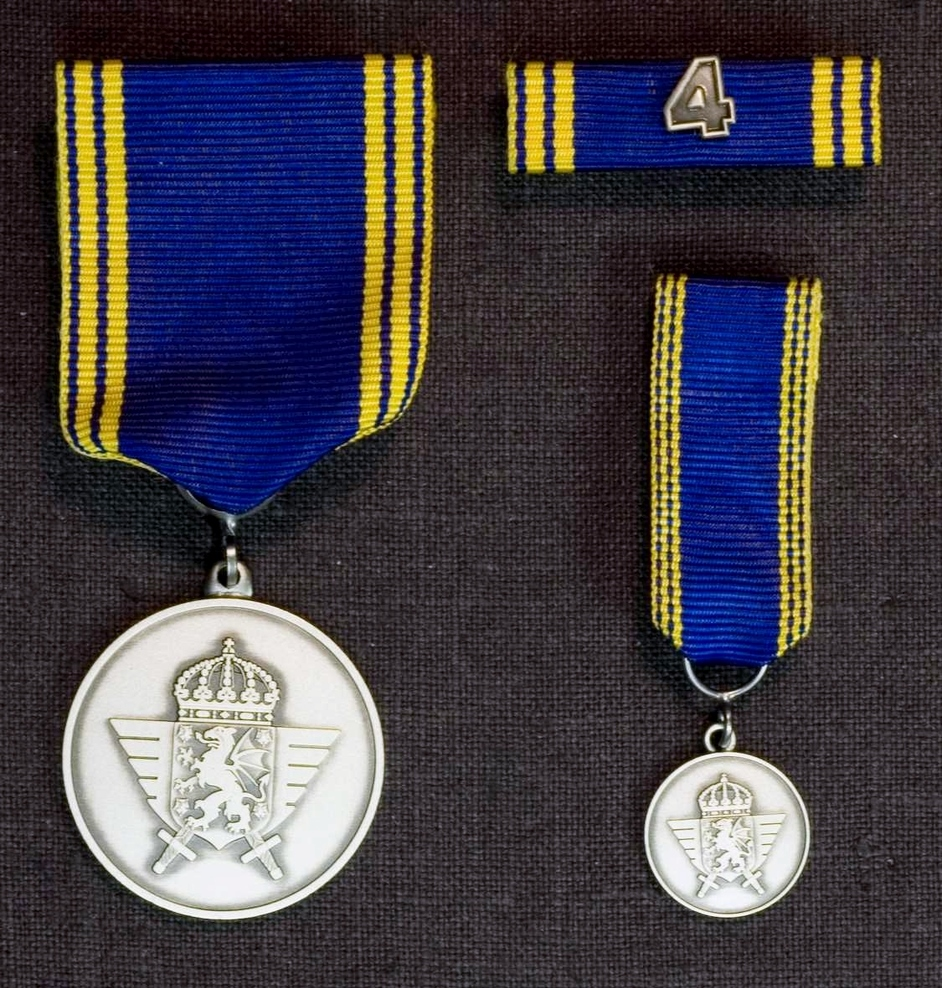
Minnesmedalj Östgöta helikopterbataljon 1985-2001

Andra helikopterskvadronen (2. hkpskv) är en helikopterskvadron inom svenska flygvapnet som verkat i olika former åren 1963–2004 och återigen sedan 2009. Förbandsledningen är förlagd i Linköpings garnison i Linköping.

## Historik
Andra helikopterskvadronens historia går tillbaka till Artilleriflygets uppstart 1954. Inledningsvis var verksamheten provisorisk och saknade en permanent basering. Det skulle dröja till 1957 innan den föreslagna artilleriflygorganisation fastställdes och artilleriflygtroppar tillfördes krigsorganisationen. 
Förbandets första permanenta basering får den 1963 i och med att den stationeras vid Nyge-Aero flygstation på Brandholmens flygplats i Nyköping, samma år ombildas den provisoriska verksamheten till Artilleriflygskolan (ArtflygS). Då var det ännu inte klart om skolan skulle fungera som en självständig enhet underställd Arméstaben/flyg på samma sätt som Arméns helikopterskola (HkpS) i Boden eller endast utgöra ett detachement till HkpS. Fram tills 1963 hade ArtflygS verksamhet bedrivits med flygplan, men nu började man även utbilda på helikoptrar.
År 1964 beslutas så att Artilleriflygskolan inte skall underställas Arméns helikopterskola, utan istället Artilleriinspektören och ledas av chefen Svea artilleriregemente (A 1), förbandet benämns därmed Artilleriflygskolan/A 1 (ArtflygS/A 1).
År 1975 presenteras en utredning om Helikopter- och Artilleriflygskolornas framtida basering. Det bästa lokaliseringsalternativet för ArtflygS ansågs vara Malmens flygplats i Linköping, men enbart ifall Målflygdivisionen flyttade. Det näst bästa alternativet ansågs var Skavsta flygplats i Nyköping, vilket låg knappt 10 kilometer väster om Brandholmens flygplats.
År 1980 antogs namnet Arméflygskolan (ArméflygS). År 1984 samlades all grundläggande helikopterflygutbildning i Försvarsmakten till Arméflygskolan, vilken samtidigt omlokaliserades till Södermanlands flygflottiljs tidigare flottiljområde. Helikopterutbildningen genomfördes då på Hkp 5 som tidigare hade överförts från Norrbottens arméflygbataljon (AF 1) i Boden. 
År 1985 avvecklades Arméflygskolan i Nyköping, och verksamheten kom att flyttas till Malmens flygplats vid Malmslätt, där Östgöta arméflygbataljon (AF 2) sattes upp. Flytten av förbandet var i realiteten en politisk kompensation för att Svea trängregemente (Linköping) i försvarsbeslutet 1982 skulle läggas ned. I slutet av 80-talet överfördes 25. pansarvärnshelikopterkompaniet (25. pvhkpkomp) från AF 1 till AF 2 , vars krigsuppgift var att bekämpa pansar ur landstignings- och luftlandsättningsförband i Mälardalen och södra Sverige med hjälp av HKP 9A beväpnad med HeliTOW.
Den 30 juni 1998 upplöstes Arméflyg som eget truppslag, och istället samlades försvarets samtliga helikopterförband inom ett nytt helikopterförband, Helikopterflottiljen. Den 1 januari 1999 uppgick Östgöta arméflygbataljon uppgick med namnet Östgöta helikopterbataljon (4.hkpbat) i Helikopterflottiljen. Vid denna tidpunkt bytes även vapengren, från Armén till Marinen.
Under åren 2000–2003 bildade helikopterförbanden inom Helikopterflottiljen ett eget truppslag, direkt underställda Operativa insatsledningen. År 2003 fastställdes organisationstillhörigheten, och Helikopterflottiljen med dess förband blev en del av Flygvapnet. År 2004 avvecklades bataljonen som organisationsenhet, och inordnas inom Helikopterflottiljens ledningsstruktur (Hkpflj/Malmen), för att från och med den 2009 återuppstå som skvadron, nu under det nuvarande namnet Andra helikopterskvadronen (2. hkpskv).

## Verksamhet
Andra helikopterskvadronen är sedan 2009 en av fyra helikopterskvadroner ingående i Helikopterflottiljen. Skvadronen har en markoperativ inriktning och stödjer övriga förband inom Försvarsmakten, samt andra myndigheter med kvalificerade transporter av personal, materiel, sjuka och sårade.

### Nationell verksamhet
Nationellt har skvadronen stått i beredskap för och genomfört uppdrag åt, polisens nationella insatsdelar sedan hösten 2014. Förbandet har även deltagit som brandsläckning- och transportresurs vid otaliga skogsbränder sedan 2014, bland annat vid Salabranden 2014 och den stora branden på Älvdalens skjutfält 2018. Vidare har förbandet vid flera tillfällen understött sjukvården med särskilda patienttransporter, till exempel kuvöstransporter av spädbarn. Åren 2020-2021 genomförde skvadronen över 20 transporter av COVID-patienter i södra och mellersta Sverige under COVID-19-pandemin.
Skvadronen bedriver normalt utbildning, flygträning och beredskap från hemmabas på Malmen. Förbandet löser uppgifter åt samtliga vapengrenar i Försvarsmakten, vilket innebär stora krav på flexibel och lösningsorienterad personal.

### Internationell verksamhet
Internationellt har skvadronen deltagit i insatser i Adenviken(2010) och i Afghanistan(2013-2014, samt 2018-2019). I Adenviken ingick förbandet i den svenska kontingenten ME02 som var en del av  EU NAVFOR - Operation Atalanta. Uppgiften var att med två stycken fartygsbaserade HKP15 (växelvis ombord på HMS Carlskrona (M04) och på den franska basen i Djibouti) skydda fartyg som transporterade mat och förnödenheter till Somalia för FN-organet World Food Programme (WFP). I Afghanistan verkade skvadronen som MEDEVAC-förband under beteckningen SAE ISAF UH-60 och med HKP16. Uppgiften var att från den multinationella flygbasen CAMP MARMAL utanför Mazar-E-Sharif genomföra sjukvårdstransporter från skadeplats och sekundärtransporter av patienter, samt transport av personal och materiel inom Regional Command North. 
Personal ur skvadronen deltog under 2018-2019 i insatsen Resolute Support som flyginstruktörer för det afghanska flygvapnets UH60-piloter. Denna utbildnings- och mentoreringsinsats skedde med utgång från Kandahars flygbas under amerikanskt befäl, ingående i TAAC-AIR/738 Air Expeditionary Advisor Group/441. Air Advisor Squadron. Flera av de deltagande instruktörerna tilldelades den amerikanska utmärkelsen Air Medal efter genomförd insats.
Skvadronen har även deltagit med förbandsdelar i beredskapsförbandet Nordic Battlegroup vid två tillfällen, 2011 (HKP15) och 2015 (HKP16).

## Förläggningar och övningsplatser
År 1956 påbörjades inom Armén utbildning av arméflygförare. Utbildning var då organisatoriskt förlagd till Wendes artilleriregemente (A 3), den praktiska utbildningen hölls åren 1957–1963 ambulerande vid Rinkaby flygbas, Karlskoga flygplats, Krigsflygfält 15, Skå-Edeby flygfält och Mellingeholms flygplats. Den 1 september 1963 förlades flygförarutbildningen till Nyge Aero vid Brandholmens flygplats. Den 1 augusti 1984 omlokaliserades skolan till Skavsta flygplats, som i stort sett stått tomt sedan Södermanlands flygflottilj avvecklades den 30 juni 1980. I försvarsbeslutet 1982 beslutades att all kvarvarande verksamhet vid tre före detta flottiljer skulle avvecklas. Detta då det visade sig att Flygvapnet bedrev verksamhet på flottiljområden som regeringen antagit varit avvecklade sen tidigare försvarsbeslut. För Arméflygskolan resulterade det i en omlokalisering den 1 juli 1985 till Malmens flygplats. Vid Malmens flygplats har förbandet verkat under olika former och inriktningar sedan den 1 juli 1985.

## Heraldik och traditioner
Östgöta arméflygbataljon antog och fastställde den 17 november 1987 "Auf nach Valencia" (Eisengräber) som förbandsmarsch. Förbandsmarschen framställdes ursprungligen för Göta artilleriregemente (A 2). Den 27 maj 1988 tilldelades Östgöta arméflygbataljon sin fana, vilken överlämnades av kung Carl XVI Gustaf. Som valspråk antog Östgöta arméflygbataljon Nec aspera terrent (Svårigheter inger inte fruktan). I samband med att Östgöta helikopterbataljon avvecklades, instiftades 2005 Östgöta helikopterbataljons (4.hkpbat) minnesmedalj. Helikopterflottiljen är sedan 1999 traditionsbärande förband för  Östgöta arméflygbataljon (AF 2) och i andra hand för Arméflygskolan (ArméflygS), Artilleriflygskolan (ArtFlygS).
År 2021 fastställde skvadronen ett eget krigsförbandstecken som tagits fram av förbandets personal. Krigsförbandstecknet knyter an till arvet från Östgöta arméflygbataljon genom de traditionsfärger som används(rött och guld) och dess symbolik beskriver förbandet idag och i framtiden. Märkets blasonering lyder; ” I rött fält med omgivande bård, en schackdam med romerska siffran två i dess bas och en pegasus i övre dexter hörn, allt av guld.” En tygvariant med färger(grönt och svart) anpassade för bärande till fältuniform tilldelas all personal som tjänstgör på skvadronen.

## Flygsystem vid förbandet
- Helikopter 15 (HKP 15), lätt transporthelikopter. (1)
- Helikopter 16 (HKP 16), medeltung transporthelikopter.

(1) HKP 15A, markoperativ inriktning

## Förbandschefer
Förbandschefer verksamma vid Artilleriflygskolan (1963–1980), Arméflygskolan (1980–1985), Östgöta arméflygbataljon (1985–1999), Östgöta helikopterbataljon (1999–2004) och Andra helikopterskvadronen (2009–). Åren 2005–2008 lydde helikopterförbanden på Malmslätt direkt under Chefen Helikopterfljottiljen.

- 1963–1965: Kapten Gunnar Berggren
- 1965–1972: Ryttmästare Kurt Boudrie
- 1972–1974: Kapten/Major Tor Almén
- 1974–1980: Överstelöjtnant Stig Thorén (C ArtflygS)
- 1980–1985: Överstelöjtnant Stig Thorén (C ArméflygS)
- 1985–1986: Överstelöjtnant Stig Thorén (C AF 2)
- 1986–1986: Överstelöjtnant Hans Wiig (Tf. april-juni 1986)[20]
- 1986–1989: Överstelöjtnant Sven-Olof Kuoppola
- 1989–1997: Överstelöjtnant Hans Wiig
- 1997–1999: Överstelöjtnant Torsten Svärdström (C AF 2)
- 1999–2001: Överstelöjtnant Torsten Svärdström (C 4. hkpbat)
- 2001–2004: Överstelöjtnant Thomas Stensson
- 2009–2011: Överstelöjtnant Mikael Wikh
- 2011–2015: Överstelöjtnant Jan-Åke Tälle
- 2015–2018: Överstelöjtnant Per Råstedt
- 2018–2020: Överstelöjtnant Claes Bitterlich
- 2020–2023: Överstelöjtnant Susanne Johansson
- 2023–2025: Överstelöjtnant Mathias Johansson
- 2025–XXX: Överstelöjtnant Torgny Törestrand

## Namn, beteckning och förläggningsort
| Artilleriflygskolan        | 1963-09-01 | – | 1979-12-31 |
| Arméflygskolan             | 1980-01-01 | – | 1985-06-30 |
| Östgöta arméflygbataljon   | 1985-07-01 | – | 1998-12-31 |
| Östgöta helikopterbataljon | 1999-01-01 | – | 2004-12-31 |
| Andra helikopterskvadronen | 2009-01-01 | – |            |

| ArtflygS/A 1 | 1963-09-01 | – | 1979-12-31 |
| ArméflygS    | 1980-01-01 | – | 1985-06-30 |
| AF 2         | 1985-07-01 | – | 1998-12-31 |
| 4. hkpbat    | 1999-01-01 | – | 2004-12-31 |
| 2. hkpskv    | 2009-01-01 | – |            |

| Brandholmens flygplats (F) | 1963-09-01 | – | 1984-07-31 |
| Skavsta flygplats (F)      | 1984-08-01 | – | 1985-06-30 |
| Malmens flygplats (F)      | 1985-07-01 | – | 2004-12-31 |
| Malmens flygplats (F)      | 2009-01-01 | – |            |